# Schistocichla saturata
Schistocichla saturata е вид птица от семейство Thamnophilidae.

## Разпространение
Видът е разпространен във Венецуела и Гвиана.